# Itonos (Sohn des Amphiktyon)
Itonos (griechisch Ἴτωνος Ítōnos), Sohn des Amphiktyon und Gemahl der Melanippe, ist eine Gestalt der griechischen Mythologie.
Er war ein thessalischer König und Namensgeber der Stadt Iton. Itonos erfand die Kunst des Erzgießens und gründete Tempel der Athena Itonia. Als seine Kinder werden neben Boiotos auch Chromia und Iodama genannt.